# Мешгиншехр
Мешгиншехр (Мешкиншехр, перс. مِشگین‌شهر‎) — город в Иране, у северного подножья хребта Себелан. Административный центр шахрестана Мешгиншехр в остане Ардебиль. Большинство населения азербайджанцы, говорят на местном диалекте азербайджанского языка. 
В прошлом известен как Хияв (خیاو), а также как Варави (وراوی). В государстве Хулагуидов Хияв был специализированным центром по производству кожевенных изделий. В городе также было развито производство обуви.
В 2015 году открыт пешеходный висячий мост, который является туристической достопримечательностью.
В 31 км к северо-востоку от Мешгиншехра, на берегу реки Кара-Су находится археологический объект Шахар-Йери, известный прежде всего своими антропоморфными стелами эпохи раннего железа.